# Halacritus atlanticus
Halacritus atlanticus är en skalbaggsart som först beskrevs av Chobaut 1923.  Halacritus atlanticus ingår i släktet Halacritus och familjen stumpbaggar. Inga underarter finns listade i Catalogue of Life.